# Undecan
Undecanul (cunoscut și sub denumirea de hendecan) este un alcan superior lichid  cu formula chimică CH3(CH2)9CH3. Are 159 de izomeri. Este folosit ca atractant sexual pentru diverse tipuri de molii și gândaci.